# Генрих XV
Генрих XV (нем. Heinrich XV, 28 августа 1312, Бавария — 18 июня 1333, Наттернберг, Нижняя Бавария) — герцог Нижней Баварии (1312—1333).

## Биография
Сын нижнебаварского герцога Оттона III и Агнессы Глогувской.
Через две недели после его рождения умер отец, и опекунами малолетнего герцога стали Людвиг IV и Рудольф I, а позднее — ещё и Генрих XIV.
В 1327 году Генрих XV пытался претендовать на венгерскую корону, но безуспешно.
В 1328 году Генрих XV женился на Анне, дочери Фридриха Австрийского. Детей у них не было.
Между Генрихом XV и его двоюродными братьями Оттоном IV и Генрихом XIV шёл острый спор касательно раздела наследственных земель. В итоге в 1331 году они решили разделить земли, но при этом было оговорено, что в вопросах наследования Нижняя Бавария будет рассматриваться как единое неделимое целое. Генрих XV получил герцогство Бавария-Деггендорф, в которое вошли Деггендорф, Кам, Дингольфинг, Ландау-на-Изаре и Фильсхофен-на-Дунае. Тем не менее в 1332 году они стали управлять Нижней Баварией совместно. 
В 1333 году Генрих XV умер.